# Kletzin
Kletzin es un municipio situado en el distrito de Llanura Lacustre Mecklemburguesa, en el estado federado de Mecklemburgo-Pomerania Occidental (Alemania), a una altura de 3 metros. Su población a finales de 2016 era de 700 habs. y su densidad poblacional, 26 hab/km².
Se encuentra ubicado junto a la frontera con el distrito de Pomerania Occidental-Greifswald.